# 四川省历史文化街区
四川省历史文化街区由四川省政府公布，已公布三批，共10个，其中5个已升格为中国历史文化名城。
- 第一批（2009年）7处[1]

- 第二批（1998年）：5处[2]

- 第三批（2020年）：共62片[3]

- 第四批（2021年12月8日）

## 分市名录

### 南充市
- 阆中市汉桓侯祠（1）
- 阆中市华光楼（1）
- 阆中市南津关（1）
- 蓬安县周子古镇（2）
- 蓬安老街（2）
- 蓬安县相如故里历史文化街区（3）
- 蓬安县古县衙历史文化街区（3）

### 西昌市
- 会理县南北街（1）
- 会理县科甲巷（1）
- 会理县东明巷（1）
- 会理县西城巷（1）
- 北街历史文化街区（3）
- 南街历史文化街区（3）
- 涌泉街历史文化街区（3）
- 会理县北关历史文化街区（3）

### 宜宾市
- 翠屏区冠英街（2），
- 翠屏区走马街—麻线街历史文化街区（3）
- 南溪区官仓街—西大街历史文化街区（3）
- 南溪区广福街历史文化街区（3）
- 江安县西街历史文化街区（3）
- 江安县东街历史文化街区（3）

### 泸州市
- 龙马潭区宝莲街（2）
- 江阳区况场镇宜民古街（2）
- 叙永县下桥街历史文化街区（3）
- 叙永县东外街历史文化街区（3）

### 成都市
- 龙泉驿区客家历史文化街区（3）
- 双流区三县衙门历史文化街区（3）
- 锦江区大慈寺历史文化街区（3）
- 锦江区水井坊历史文化街区（3）
- 青羊区文殊院历史文化街区（3）
- 青羊区少城历史文化街区（3）
- 新都区桂湖历史文化街区（3）
- 新都区宝光寺历史文化街区（3）
- 都江堰市西街历史文化街区（3）
- 都江堰市文庙街历史文化街区（3）
- 邛崃市大同街与北街历史文化街区（3）
- 邛崃市兴贤街历史文化街区（3）
- 崇州市小东街历史文化街区（3）

### 自贡市
- 富顺县邓井关大河街历史文化街区（3）
- 富顺县后街—北门巷历史文化街区（3）
- 富顺县文庙—西湖历史文化街区（3）
- 大安区凉高山历史文化街区（4）
- 大安街老街（4）
- 大山铺老街历史文化街区（4）

### 广元市
- 剑阁县钟鼓楼历史文化街区（3）
- 剑阁县烟街历史文化街区（3）
- 昭化区太守街历史文化街区（3）
- 昭化区相府街历史文化街区（3）
- 昭化区南门巷历史文化街区（3）
- 旺苍县文昌街及龙潭街历史文化街区（3）
- 旺苍县王庙街历史文化街区（3）

### 巴中市
- 通江县文庙街历史文化街区（3）
- 通江县书院街历史文化街区（3）

### 阿坝藏族羌族自治州
- 松潘县岷山历史文化街区（3）
- 松潘县苍坪历史文化街区（3）
- 松潘县中江历史文化街区（3）

### 甘孜藏族自治州
- 理塘县仁康古街历史文化街区（3）

### 绵阳市
- 涪城区跃进路历史文化街区（3）
- 游仙区碧水寺—越王楼历史文化街区（3）
- 江油市彰明东街历史文化街区（3）
- 三台县方家街及下南街历史文化街区（3）
- 三台县南外街历史文化街区（3）
- 平武县报恩寺历史文化街区（3）

### 内江市
- 资中县状元街历史文化街区（3）
- 资中县大东街历史文化街区（3）
- 资中县水南上街历史文化街区（3）

### 乐山市
- 市中区桂花楼皇华台历史文化街区（3）
- 市中区苏稽历史文化街区（3）
- 五通桥区两河口历史文化街区（3）

### 巴中市
- 恩阳区正街—老场街历史文化街区（3）

### 雅安市
- 雨城区气象台历史街区（3）
- 雨城区观音阁历史文化街区（3）
- 芦山县汉姜城历史文化街区（3）
- 芦山县文庙历史文化街区（3）

### 眉山市
- 东坡区三苏祠历史文化街区（3）
- 东坡区眉州古城墙历史文化街区（3）
- 东坡区太和老镇历史文化街区（3）